# مدرسة علمية عليا
مدرسة علمية عليا هي مدرسة تاريخية تعود إلى السلالة الصفوية، وتقع في فردوس.

## معرض الصور

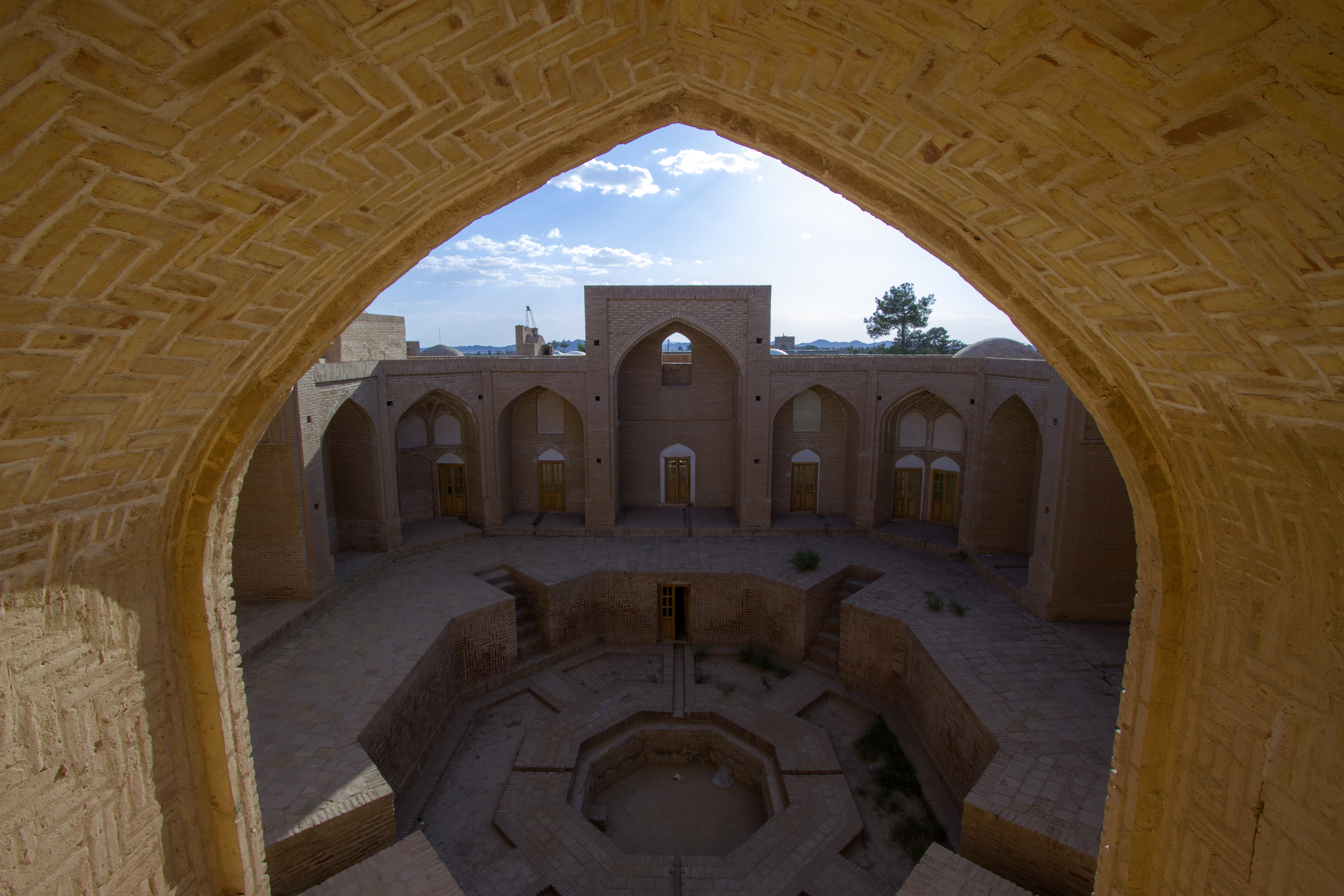
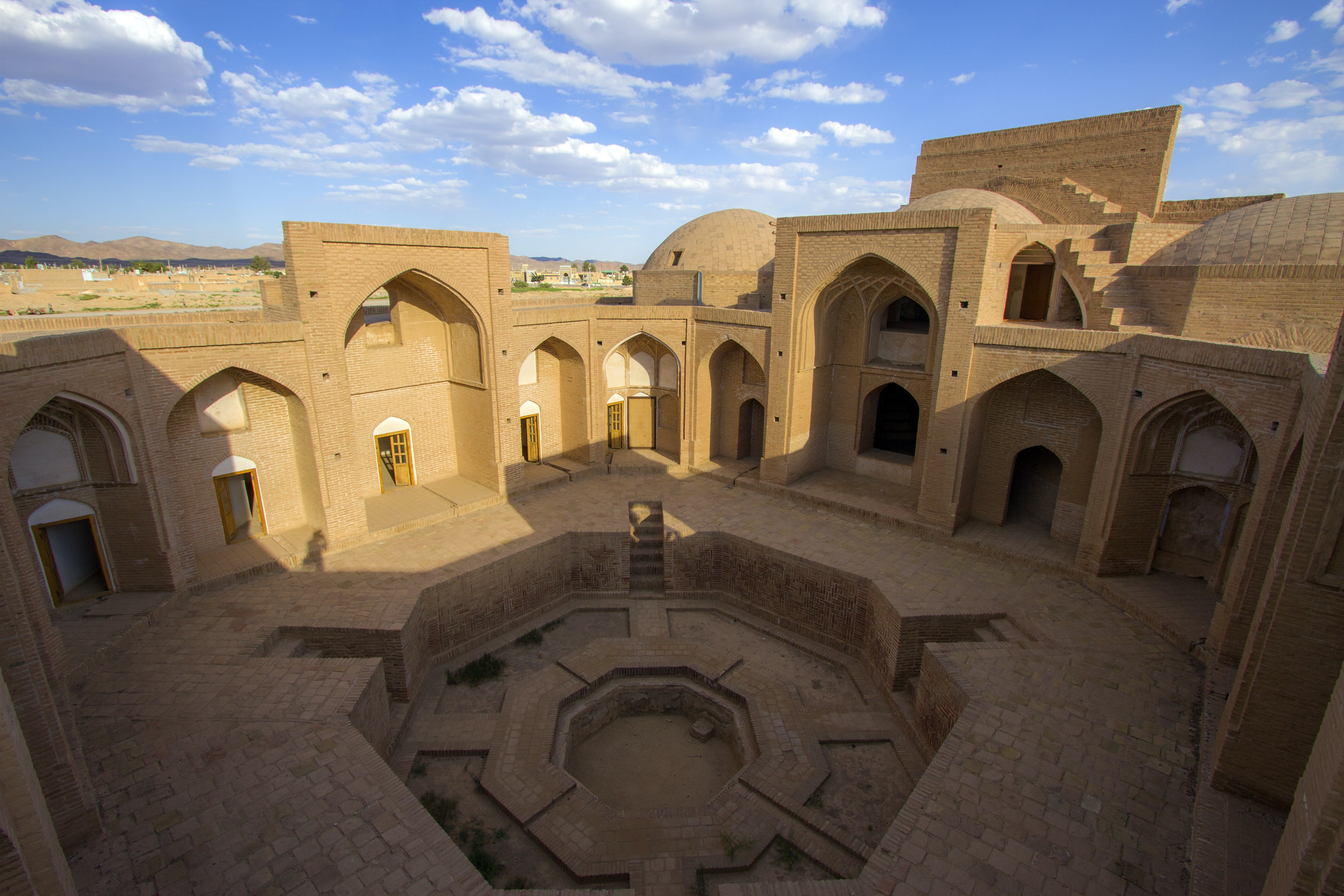
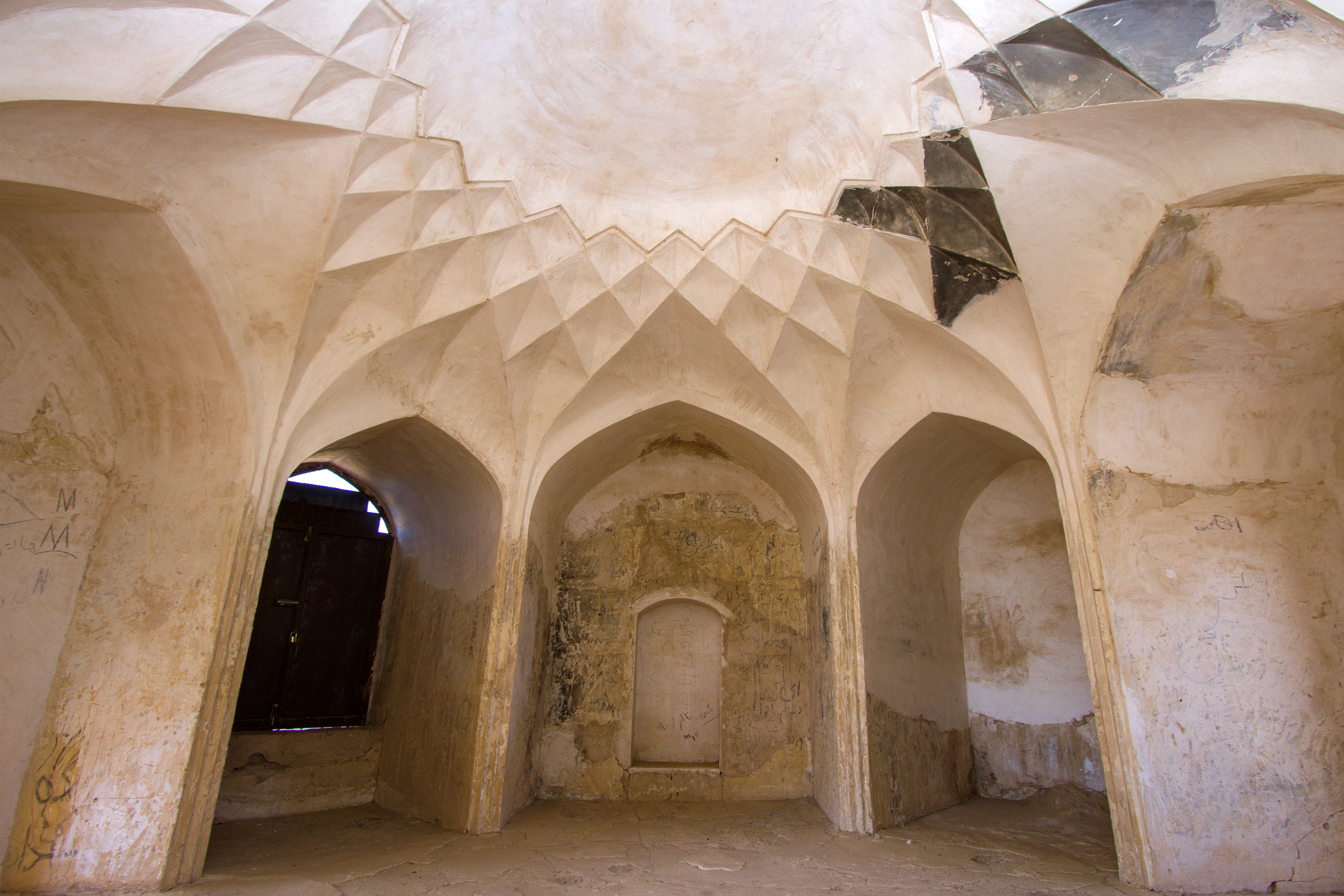
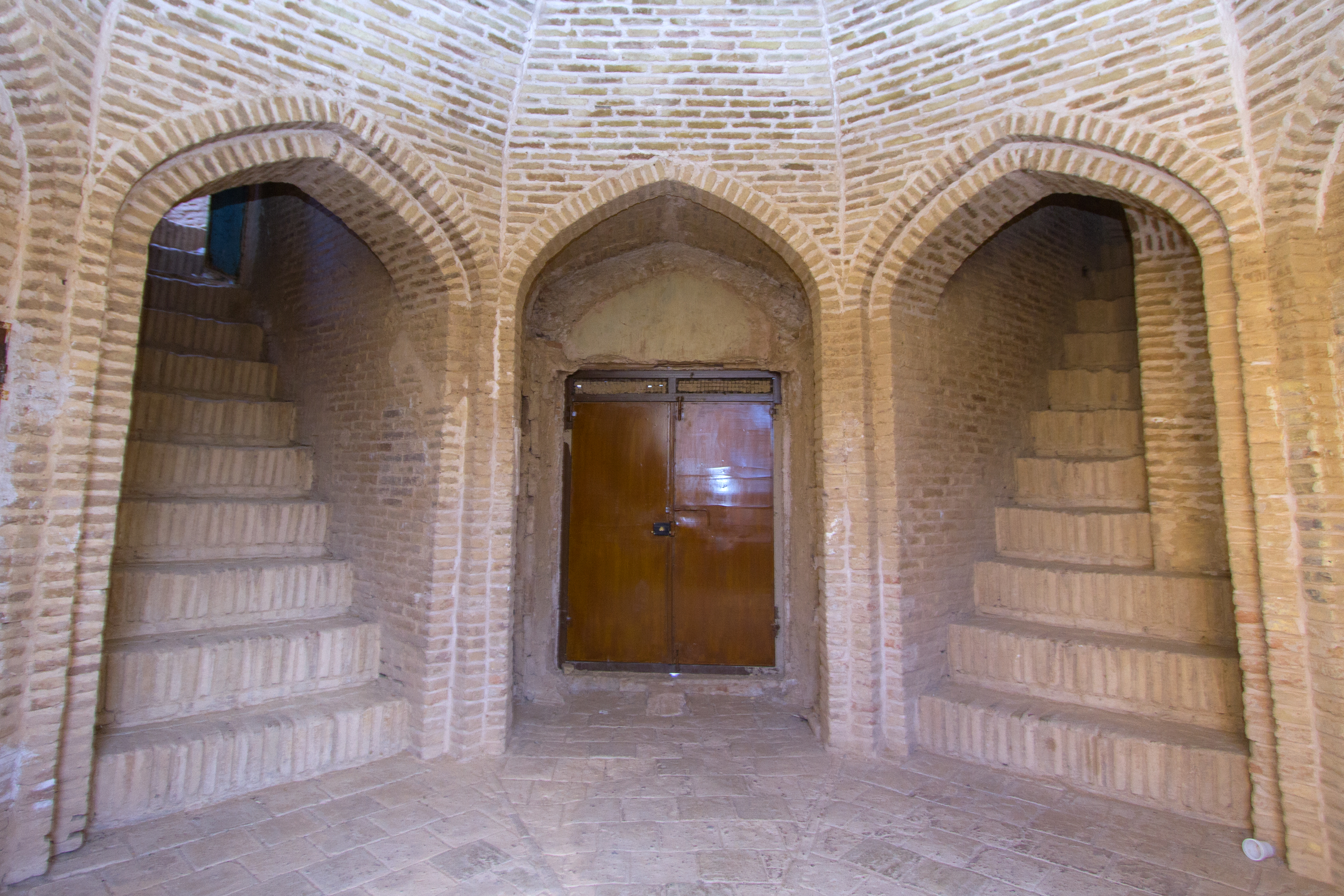